# Nagy-Britannia legforgalmasabb vasútállomásai
Ez a lista Nagy-Britannia legforgalmasabb vasútállomásait sorolja fel.

## A lista
| Helyezés | Állomás                 | Látogatók száma (millió) 2014–15 | Átszállók száma (millió) 2014–15 | Hely                     | Vasútvonalak                                                           | Peronok száma | Átszállási lehetőségek                                                   | Kép |
| -------- | ----------------------- | -------------------------------- | -------------------------------- | ------------------------ | ---------------------------------------------------------------------- | ------------- | ------------------------------------------------------------------------ | --- |
| 1        | London Waterloo         | 99,202                           | 10,189                           | London                   | South Western Main Line West of England Main Line                      | 22            | London Underground                                                       |     |
| 2        | London Victoria         | 85,338                           | 9,638                            | London                   | Brighton Main Line Chatham Main Line                                   | 19            | London Underground                                                       |     |
| 3        | London Liverpool Street | 63,631                           | 3,144                            | London                   | Great Eastern Main Line West Anglia Main Line                          | 18            | London Underground, London Overground, TfL Rail                          |     |
| 4        | London Bridge           | 49,519                           | 8,454                            | London                   | South Eastern Main Line Thameslink                                     | 15            | London Underground                                                       |     |
| 5        | London Charing Cross    | 42,979                           | 1,068                            | London                   | South Eastern Main Line                                                | 6             | London Underground                                                       |     |
| 6        | London Euston           | 42,952                           | 3,535                            | London                   | West Coast Main Line                                                   | 18            | London Underground, London Overground                                    |     |
| 7        | London Paddington       | 35,725                           | 2,843                            | London                   | Great Western Main Line South Wales Main Line Reading to Plymouth Line | 14            | London Underground                                                       |     |
| 8        | Birmingham New Street   | 35,313                           | 5,379                            | Birmingham               | West Coast Main Line Cross Country Route                               | 13            | Midland Metro                                                            |     |
| 9        | London King’s Cross     | 31,347                           | 3,736                            | London                   | East Coast Main Line                                                   | 12            | London Underground                                                       |     |
| 10       | Stratford               | 30,974                           | 3,053                            | London                   | Great Eastern Main Line Lea Valley Lines                               | 15            | London Underground, Docklands Light Railway, London Overground, TfL Rail |     |
| 11       | Glasgow Central         | 28,965                           | 3,499                            | Glasgow                  | West Coast Main Line                                                   | 17            | Glasgow Subway (close by)                                                |     |
| 12       | Leeds                   | 28,848                           | 2,890                            | Leeds                    | East Coast Main Line Midland Main Line Cross Country Route             | 17            |                                                                          |     |
| 13       | London St Pancras       | 26,466                           | 3,888                            | London                   | Midland Main Line Thameslink High-Speed 1 Eurostar                     | 15            | London Underground                                                       |     |
| 14       | Clapham Junction        | 26,466                           | 28,426                           | London                   | South Western Main Line West of England Main Line Brighton Main Line   | 17            | London Overground                                                        |     |
| 15       | Manchester Piccadilly   | 24,615                           | 2,722                            | Manchester               | West Coast Main Line                                                   | 14            | Manchester Metrolink                                                     |     |
| 16       | East Croydon            | 22,767                           | 7,516                            | London                   | Brighton Main Line                                                     | 6             | Croydon Tramlink                                                         |     |
| 17       | London Cannon Street    | 22,130                           | 2,351                            | London                   | South Eastern Main Line                                                | 7             | London Underground                                                       |     |
| 18       | Vauxhall                | 21,111                           | 0,000                            | London                   | South Western Main Line                                                | 8             | London Underground                                                       |     |
| 19       | Edinburgh Waverley      | 21,107                           | 1,257                            | Edinburgh                | East Coast Main Line West Coast Main Line                              | 18            | Edinburgh Trams                                                          |     |
| 20       | Highbury & Islington    | 19,976                           | 2,893                            | London                   | North London Line East London line                                     | 8             | London Underground, London Overground                                    |     |
| 21       | Wimbledon               | 19,527                           | 1,405                            | London                   | South Western Main Line                                                | 10            | London Underground, Croydon Tramlink                                     |     |
| 22       | London Fenchurch Street | 17,598                           | 616                              | London                   | London, Tilbury & Southend Line                                        | 4             |                                                                          |     |
| 23       | Gatwick Airport         | 17,494                           | 1,046                            | London–Gatwick repülőtér | Brighton Main Line Gatwick Express                                     | 7             |                                                                          |     |
| 24       | Brighton                | 17,171                           | 1,849                            | Brighton                 | Brighton Main Line West Coastway Line East Coastway Line               | 8             |                                                                          |     |
| 25       | Glasgow Queen Street    | 16,959                           | 1,715                            | Glasgow                  | Glasgow to Edinburgh                                                   | 9             | Glasgow Subway (close by)                                                |     |
| 26       | Reading                 | 16,340                           | 3,925                            | Reading                  | Great Western Main Line                                                | 15            |                                                                          |     |
| 27       | London Marylebone       | 15,978                           | 0,496                            | London                   | Chiltern Main Line                                                     | 6             | London Underground                                                       |     |
| 28       | Liverpool Central       | 15,273                           | 0,399                            | Liverpool                | Merseyrail services (Wirral and Northern lines)                        | 3             |                                                                          |     |
| 29       | London Blackfriars      | 15,149                           | 1,199                            | London                   | Thameslink                                                             | 4             | London Underground                                                       |     |
| 30       | Liverpool Lime Street   | 14,871                           | 1,237                            | Liverpool                | West Coast Main Line Liverpool to Manchester Lines                     | 10            |                                                                          |     |